# Glacier
Glacier je obec v okrese Whatcom v americkém státě Washington. V roce 2010 zde žilo 211 obyvatel. Podle příjmu na hlavu se jedná o nejchudší obec v celém státě, což chce zastupitelstvo změnit otevřením obchodní komory.
Glacier je nejbližší obcí k nejsevernější sopce Kaskádového pohoří, Mount Baker. Vrcholek hory se nachází přibližně 15 kilometrů vzdušnou čarou od obce, silnice k lyžařskému středisku Mount Baker je zhruba 30 kilometrů dlouhá a nabízí výhledy na Mount Shuksan, jednu z nejčastěji fotografovaných hor světa. V obci se nachází několik prosperujících podniků, jako kavárny, obchody s lyžemi a snowboardy, restaurace, malý obchod s potravinami a návrhářská společnost. Zhruba půl kilometru na východ od města se nachází stanice rangerů, která poskytuje informace o místní pěší turistice a táboření.
Obec založila a pojmenovala roku 1909 Jennie Vaughn. Obec vznikla kvůli těžbě zlata a dřeva, což nakonec způsobilo kromě příbytku obyvatelstva také zájem ze strany železnice Bellingham Bay and British Columbia Railroad. V roce 1923 se obec konečně stala veřejně přístupnou, a to díky postavení Mount Baker Highway.
Rozloha obce činí 7,8 km², z čehož vše je souš. V roce 2010 v obci žilo 211 obyvatel, z čehož 96 % tvořili běloši a 2 % obyvatel byla hispánského původu.